# Euxoa detorta
Euxoa detorta là một loài bướm đêm trong họ Noctuidae.